# Barbosa Campos
É muito pouco o que se pode apurar do sacerdote católico Barbosa Campos, que viveu na segunda metade de Oitocentos e era natural de Viatodos. Num livro editado na Póvoa de Varzim, em 1916, com o título A ver terras, cujo autor é um tal Soeiro Mendes (pseudónimo do abade Sousa Maia), vêm vários sonetos seus.